# Gert Heidler
Gert Heidler (* 30. Januar 1948 in Drauschkowitz, Oberlausitz) ist ein ehemaliger deutscher Fußballspieler und späterer Trainer. In der höchsten Spielklasse des DDR-Fußballs, der Oberliga, spielte er für Dynamo Dresden. Mit den Dresdnern wurde er fünfmal DDR-Meister und gewann dreimal den FDGB-Pokal. Heidler absolvierte zwölf Spiele für die A-Nationalmannschaft des DFV. 1976 gewann er mit der DDR-Olympiaauswahl die Goldmedaille beim olympischen Fußballturnier.

## Sportliche Laufbahn

### Gemeinschaften
Heidler begann seine Fußballlaufbahn bei der SG Dynamo in Bautzen, spielte dann für Vorwärts Bautzen und kam als 18-Jähriger zur BSG Motor Bautzen, für die er anderthalb Spielzeiten in der zweitklassigen DDR-Liga auflief. In Bautzen absolvierte er auch eine Lehre zum Fernmeldemechaniker. Anfang 1968 wurde der nur 1,66 Meter große Angriffsspieler zum Oberligisten Dynamo Dresden delegiert.
Bei Dynamo Dresden wurde er in der Rückrunde der Saison 1967/68 in vier Spielen als Stürmer eingesetzt, allerdings bestritt er nur zwei Spiele über die volle Distanz. Sein erstes Oberligaspiel war die Begegnung des 16. Spieltages FC Carl Zeiss Jena – Dynamo (2:0) am 9. März 1968, in der er in der 64. Minute eingewechselt wurde. Am Saisonende stand Dynamo als Absteiger fest. Mit 14 von 30 ausgetragenen Punktspielen in der DDR-Liga war Heidler am sofortigen Wiederaufstieg der Dresdner beteiligt. In seiner zweiten Oberligasaison 1969/70 erkämpfte sich Heidler einen Stammplatz in der Dynamomannschaft. In den 26 Punktspielen wurde er 21-mal eingesetzt und erzielte als Flügelstürmer sowohl auf der rechten wie auf der linken Seite seine ersten vier Oberligatore. Ein Jahr später konnte Heidler bereits seine ersten Titelgewinne im Männerbereich feiern. Dynamo Dresden gewann 1970/71 das Double mit Meisterschaft und Pokalsieg. Heidler war an der Meisterschaft mit 21 Einsätzen und drei Toren beteiligt und stand am 2. Juni 1971 für 20 Minuten im Pokalendspiel, das Dresden mit 2:1 nach Verlängerung über den BFC Dynamo gewann. Weitere Meistertitel gewann Heidler mit Dynamo Dresden 1972/73 (22 Einsätze, 4 Tore), 1975/76 (25/6), 1976/77 (23/8) und 1977/78 (16/3). Seinen zweiten und dritten Pokalgewinn feierte er 1977 und 1982. Ab 1975 hatte er endgültig seine Stammposition auf der linken Angriffsseite gefunden. In der Saison 1981/82 bestritt Heidler seine letzten Oberligaspiele. 33-jährig kam er noch 15-mal zum Einsatz, wobei er die meisten Spiele immer noch über die vollen 90 Minuten absolvierte, hauptsächlich als Rechtsaußenstürmer. Am vorletzten Saisonspieltag, dem 22. Mai 1982 stand er als Rechtsaußen über 90 Minuten in Spiel FC Karl-Marx-Stadt – Dynamo Dresden (1:1) zum letzten Mal in einem Oberligaspiel auf dem Platz. Es war sein 267. innerhalb von 14 Oberligaspielzeiten (76 % der insgesamt ausgetragenen Spiele), dabei hatte er 49 Tore erzielt.
Von den zu Zeiten Heidlers ausgetragenen 58 Europapokalspielen der Dynamos bestritt er 54 Begegnungen und liegt damit auf Platz fünf einer internen Rangliste aller für ostdeutsche Clubs und Gemeinschaften eingesetzten Spieler. Er erzielte 17 Tore, davon allein acht im UEFA-Pokal 1975/76. Sein „wertvollstes“ Europapokalspiel bestritt er am 7. März 1973 im UEFA-Pokal-Viertelfinale in der Anfield Road gegen den FC Liverpool (0:2).

### Auswahleinsätze
Unmittelbar nachdem Heidler mit Dynamo Dresden 1969 den Oberliga-Aufstieg erkämpft hatte, wurde er in den Kader der DDR-Nachwuchsauswahl berufen. Am 21. Oktober 1969 bestritt er sein erstes U-23-Länderspiel in Halle gegen die Tschechoslowakei. Beim 3:0-Sieg spielte er auf der rechten Angriffsseite. 1974 wurde er mit der DFV-Nachwuchsauswahl Vizeeuropameister nach den beiden Endspielen gegen Ungarn (3:2, 0:4). Bis 1974 kam er in 23 U-23-Länderspielen zum Einsatz und erzielte dabei sieben Treffer.
18 Monate nach seinem letzten Nachwuchsländerspiel stand Heidler am 19. November 1975 in seinem ersten A-Länderspiel auf dem Platz. Beim Freundschaftsspiel Tschechoslowakei – DDR (1:1) spielte er wieder Rechtsaußen. Dies blieb auch in den meisten seiner insgesamt zwölf beziehungsweise nach FIFA-Lesart neun A-Länderspiele seine Position, zeitweise wurde er auch im Mittelfeld eingesetzt. Zu seinen wichtigsten Spielen gehörten die drei WM-Qualifikationsspiele gegen die Türkei (1:1), Malta (1:0) und Österreich (1:1). Da sich Heidler mit nur zwei Toren als wenig erfolgreicher Stürmer gezeigt hatte, wurde er ab 1978 von Dieter Kühn und Lutz Eigendorf von seinen Positionen verdrängt. So blieb die Partie DDR – Belgien (0:0) am 19. April 1978 Heidlers letztes Länderspiel. Hinzu kommt ein B-Länderspiel am 26. April 1977 (DDR – Rumänien 1:1).
Seinen größten internationalen Erfolg konnte Heidler in den Jahren 1975 und 1976 mit der DDR-Olympiaauswahl feiern, die in diesen Jahren mit der A-Auswahl identisch war. Sein erstes Spiel mit der Olympiaauswahl absolvierte er am 29. Oktober 1975 im Qualifikationsspiel gegen die Amateure von Österreich (1:0), noch ehe er sein erstes A-Länderspiel bestritten hatte. Bis zum 25. Juli 1976 kam Heidler in allen Olympiaauswahlspielen zum Einsatz, darunter waren auch die ersten vier Spiele des Olympiaturniers in Kanada. Am Ende gewann die DDR die Goldmedaille, und obwohl Heidler im Endspiel nicht mehr eingesetzt wurde, hatte er mit seinen drei Endrundenspielen ebenfalls zur Goldmedaille beigetragen. Für diesen Erfolg wurde er mit dem Vaterländischen Verdienstorden in Silber ausgezeichnet. Insgesamt bestritt er sieben offizielle Länderspiele mit der Olympiaauswahl, darunter zwei A-Länderspiele gegen die Tschechoslowakei.

## Erfolge
- DDR-Meister 1971, 1973, 1976, 1977, 1978
- DDR-Pokalsieger 1971, 1977, 1982
- Goldmedaillengewinner bei den Olympischen Spielen 1976
- Vizemeister der Nachwuchs-Europameisterschaft 1974

## Ministerium für Staatssicherheit
Gert Heidler steht für ein Beispiel, dass sich Spitzenfußballspieler erfolgreich gegen Anwerbeversuches des Ministeriums für Staatssicherheit zur Wehr setzen konnten, ohne dass ihre Karriere Schaden nahm. 1974 wollte der Staatssicherheitsdienst Heidler für die „Sicherung der Reisekader Sport der SG Dynamo Dresden“ gewinnen. In mehreren Gesprächen lehnte Heidler Spitzeldienste gegen seine Mannschaftskollegen ab, sodass „von einer weiteren Zusammenarbeit Abstand genommen [wurde]“. Unbeschadet dessen verlief Heidlers Karriere nicht nur bei Dynamo Dresden, sondern auch international erfolgreich; Reisen zu Spielen im westlichen Ausland wurden nicht beschränkt.

## Trainer
Nachdem er 1982 seine Laufbahn als Fußballspieler beendet hatte, wurde Heidler, der bereits 1981 das Diplom zum Sportlehrer erworben hatte und später auch die DFB-Fußballlehrerlizenz erwarb, zunächst Nachwuchstrainer bei Dynamo Dresden. Nach Zwischenspielen bei den NOFV-Oberligisten Bischofswerdaer FV 08 und FC Lausitz Hoyerswerda kehrte Heidler 2001 wieder zur Nachwuchsabteilung von Dynamo Dresden zurück. Im Jahr 2007 wurde er in der Kinder-Fußballschule Heidler Soccer Academy seines Sohnes Peter Trainer.